# Schwan (Sternbild)
Der Schwan (lateinisch Cygnus) ist ein Sternbild am Nordsternhimmel.

## Beschreibung

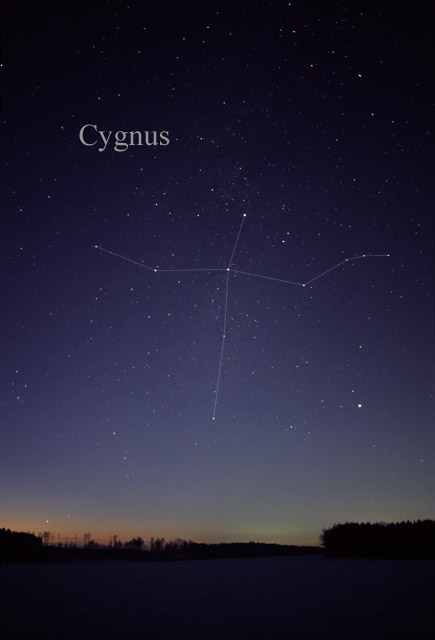
Das Sternbild Schwan, wie man es an sehr klaren Winter- oder Herbstabenden von Mitteleuropa aus im Südwesten sieht

Der Schwan gehört mit Adler und Leier zu den markantesten Sommersternbildern, ist aber wegen seiner nördlichen Position auch noch im Herbst und an frühen Winterabenden zu sehen.
Seine zwei hellen Sternreihen bilden ein markantes Kreuz am Himmel, weshalb er auch als Kreuz des Nordens oder Nördliches Kreuz (Gegenstück zum Kreuz des Südens) bezeichnet wird.
Das Sternbild soll einen fliegenden Schwan darstellen, wobei der hellste Stern Alpha Cygni (Deneb) die breiten Schwanzfedern symbolisiert, während die Sterne Eta und Beta (Albireo) den langen, im Flug vorgestreckten Hals bilden. Im zentralen Stern Gamma Cygni (Sadr) setzen die weit ausgebreiteten Flügel an (deren Innenteile dem Querbalken des Kreuzes entsprechen). Beide Schwingen sind leicht nach hinten geknickt, wie es dem tatsächlichen Flugbild entspricht.
Deneb ist der nordöstliche Eckpunkt des großen Sommerdreiecks, das er mit den Sternen Wega in der Leier und Altair im Adler bildet.
Durch den Schwan zieht sich das helle Band der Milchstraße, weshalb das Sternbild reich an besonderen Sternen und nebligen Objekten ist. Wenn man freiäugig oder mit dem Feldstecher hin und her streift, erkennt man Strukturen der Milchstraße und südlich zum Adler hin ihre Teilung. Interessant ist der mehrfache Wechsel zwischen äußerst sternreichen und dunklen Gebieten sowie mehreren hellen Sternhaufen.
Im Sternbild befindet sich die zweitstärkste kosmische Radioquelle des Himmels. Die Radiostrahlung wird von einer aktiven Galaxie emittiert, die den Namen Cygnus A erhielt. Die Galaxie ist 650 Millionen Lichtjahre entfernt und wird optisch erst auf langbelichteten Teleskopaufnahmen sichtbar.
Ferner beherbergt der Schwan die kosmische Röntgenquelle Cygnus X-1. Ihre Röntgenstrahlung geht von einem 7.200 Lichtjahre entfernten Doppelstern aus. Der Hauptstern hat einen kleinen, aber sehr massereichen Begleiter, der sich offenbar in ein Schwarzes Loch verwandelt hat. Gas aus der Hülle des Hauptsterns strömt mit hoher Geschwindigkeit auf dieses über, wobei durch Reibung extrem hohe Temperaturen auftreten und Röntgenstrahlen freigesetzt werden.

## Geschichte
Der Schwan gehört zu den 48 Sternbildern der antiken griechischen Astronomie, die bereits von Claudius Ptolemäus beschrieben wurden.
An dem Stern 61 Cygni gelang dem Astronomen Friedrich Wilhelm Bessel im Jahre 1838 erstmals die genaue Messung der Entfernung eines Sterns anhand der Parallaxe. Mit nur 11,4 Lichtjahren Distanz ist 61 Cygni einer der nächsten Nachbarn unserer Sonne.

## Mythologie

Aufnahme des Sternbildes Schwan

Der Schwan ist am Sommer- und Herbsthimmel zu sehen.
In der griechischen Mythologie verkörperte der Schwan den Gott Zeus, der in dieser Gestalt unerkannt jungen Frauen nachstellte.
Eine andere Deutung bringt ihn mit der Sage um den Halbgott Phaethon in Verbindung. Phaethon hatte sich den Sonnenwagen seines Vaters Helios geborgt. Bei der übermütigen Fahrt über den Himmel geriet der Wagen jedoch außer Kontrolle und richtete ein Chaos an, bei dem die Welt zu verbrennen drohte. Um eine gänzliche Vernichtung der Welt zu verhindern und um die Hybris des Phaeton zu strafen, wurde er von Zeus mit einem Blitz getötet und stürzte in den Fluss Eridanus. Phaetons Freund Kyknos, der König der Ligurer, war über dessen Tod untröstlich und wanderte unentwegt am Ufer des Eridanus entlang. Schließlich wurde er in Gestalt des Schwans an den Himmel versetzt.
Bei Ovid wird Cygnus als Bundesgenosse der Trojaner im Trojanischen Krieg erwähnt. Mit dem Meeresgott Neptun als Vater und einer Nereide (Wassergottheit, Tochter des Nereus) als Mutter ist er durch Waffen unverwundbar. Erst als Achilles ihn mit den Händen erwürgt, stirbt er. Neptun verwandelt seinen toten Leib in einen Schwan.
Einer weiteren Deutung nach handelt es sich bei den Sternbildern des Sommerdreiecks (Adler, Leier und Schwan) um die Stymphalischen Vögel.

## Meteorströme
Vom 3. bis zum 25. August jeden Jahres können die Kappa-Cygniden beobachtet werden, deren Radiant beim Stern κ Cygni liegt.

## Himmelsobjekte

### Sterne
| B   | F    | Namen o. andere Bezeichnungen | Größe        | Lj             | Spektralklasse                      |
| --- | ---- | ----------------------------- | ------------ | -------------- | ----------------------------------- |
| α   | 50   | Deneb                         | 1,25m (var)  | 1.400          | A2 Iae                              |
| γ   | 37   | Sadr, Schedir                 | 2,20m        | 1.800          | F8 Iab                              |
| ε   | 53   | Gienah                        | 2,48m        | 57             | K0 III                              |
| δ   | 18   | Fawaris                       | 2,87m        | 109            | B9 III + F1 V                       |
| β1  | 6    | Albireo A                     | 3,08m        | 328 ± 20       | K3 II + B8:p + B8 Ve                |
| ζ   | 64   | HR 8115                       | 3,21m        | 161 ± 3        | G8 III–IIIaBa0,5 + D                |
| ξ   | 62   | HR 8079                       | 3,73m        | 909 ± 106      | K5 Ib + A2 V                        |
| τ   | 65   | HR 8130                       | 3,73m (var)  | 65,8 ± 0,6     | F2 IV + G0 V + M2,5 Ve              |
| ι2  | 10   |                               | 3,755m       | 120,5 ± 1,5    | A5 V                                |
| κ   | 1    |                               | 3,76m        | 120,6 ± 0,9    | G9 III                              |
| ο1  | 31   | HR 7735                       | 3,80m (var)  | 750 ± 60       | K4 Ib + B4 V + B9                   |
| η   | 21   |                               | 3,88m        | 137,3 ± 1,3    | K0 III                              |
| ν   | 58   | HR 8028                       | 3,94m        | 193 ± 17       | A1 Vne                              |
| ο2  | 32   | HR 7751                       | 3,98m (var)  | 1.540 ± 200    | K5 Iab + B7 V                       |
| 400 | 41   | HR 7834                       | 4,01m        | 770 ± 50       | F5 Ib–II                            |
| ρ   | 73   | HR 8252                       | 4,02m        | 127,1 ± 1,1    | G8 IIIFe0,5                         |
| π2  | 81   | HR 8335                       | 4,18m (var)  | 1.066 ± 121    | B3 III                              |
| 400 | 52   | HR 7942                       | 4,23m        | 196 ± 3        | K0 IIIa                             |
| σ   | 67   | HR 8143                       | 4,24m        | 1.554 ± 214    | B9 Iab                              |
| χ   |      | Chi Cygni                     | 4,24m (var)  | 520 ± 23       | S6–9/1–2e                           |
| 400 | 33   | HR 7740                       | 4,27m        | 147,9 ± 1,3    | A3 IV–Vn                            |
| υ   | 66   | HR 8146                       | 4,42m (var)  | 610 ± 54       | B2 Vne                              |
| 400 | 39   | HR 7806                       | 4,44m        | 259,6 ± 4,5    | K2,5 IIIFe0,5                       |
| θ   | 13   | HR 7469                       | 4,48m        | 60,1 ± 0,2     | F3 V + M3 V + M2–3                  |
| μ1  | 78   | HR 8309                       | 4,50m        | 72,1 ± 0,4     | F7 V + F3 V                         |
| f2  | 63   | HR 8089                       | 4,51m        | 1.228 ± 123    | K4 Ib–IIa                           |
| λ   | 54   | HR 7963                       | 4,54m (var)  | 654 ± 45       | B5 V                                |
| 400 | 47   | HR 7866                       | 4,636m (var) | 4.300 ± 1.300  | K6: Ib + B2,5:                      |
| π1  | 80   | Azelfafage                    | 4,66m        | 1.045 ± 111    | B3 III                              |
| φ   | 12   | HR 7478                       | 4,673m       | 241 ± 3        | K0 III + K0 III                     |
| 400 | 8    | HR 7426                       | 4,72m        | 739 ± 33       | B3 IV                               |
| f1  | 59   | HR 8047                       | 4,75m (var)  | 1.300 ± 167    | B1,5 Vnne                           |
| 400 | 57   | HR 8001                       | 4,77m        | 488 ± 17       | B5 V + B5 V                         |
| 400 | 30   | HR 7730                       | 4,819m       | 645 ± 23       | A5 IIIn                             |
| P   | 34   | P Cygni                       | 4,82m (var)  | 4.400 ± 1.100  | B1–2 Ia–0ep                         |
| 400 | 55   | HR 7977                       | 4,86m (var)  | 3.839 ± 609    | B4 Ia                               |
| 400 | 15   | HR 7517                       | 4,89m        | 296 ± 3        | G8 III                              |
| 400 | 72   | HR 8255                       | 4,91m        | 229 ± 2        | K0,5 IIIFe0,5 + M5                  |
| ψ   | 24   | HR 7619                       | 5,02m        | 278,6 ± 3,4    | A4 Vn + F4                          |
| b2  | 28   | HR 7708                       | 4,93m (var)  | 616 ± 26       | B2,5 Ve                             |
| 400 |      | HR 7956                       | 4,93m (var)  | 387 ± 6        | K3 III                              |
| ω1  | 45   | HR 7844                       | 4,936m (var) | 1.260 ± 80     | B2,5 IV                             |
| 400 | 22   | HR 7613                       | 4,946m       | 1.072 ± 84     | B5 IV                               |
| 400 |      | HR 7633                       | 4,96m        | 818 ± 22       | K4,5 IIIa                           |
| 400 | 2    | HR 7372                       | 4,977m       | 915 ± 43       | B3 IV                               |
| 400 | 17   | HR 7534                       | 4,99m        | 68,2 ± 0,2     | F5,5 IV–V + K6 V: + K5 V + K5 V     |
| b3  | 29   | HR 7736                       | 4,99m (var)  | 131 ± 1        | A2 V                                |
| A   | 68   | HR 8154                       | 5,00m (var)  | 1.900 ± 200    | O7,5 IIIn((f))                      |
| d   | 20   | HR 7576                       | 5,03m        | 198,9 ± 1,7    | K3 IIICN2                           |
| 400 | 74   | HR 8266                       | 5,035m       | 249,1 ± 5,5    | A3 Vn                               |
| e   | 26   | HR 7660                       | 5,048m       | 451,3 ± 5,3    | G8 III                              |
| 400 | 56   | HR 7984                       | 5,05m        | 559 ± 13       | A6 V                                |
| 400 |      | HR 7495                       | 5,06m        | 165,3 ± 1,4    | F5 II–III                           |
| 400 | 75   | HR 8284                       | 5,09m        | 434 ± 10       | M1 IIIab                            |
| 400 | 19   | HR 7566                       | 5,12m (var)  | 800 ± 42       | M2 III                              |
| 400 | 23   | HR 7608                       | 5,132m       | 551 ± 16       | B5 V                                |
| 400 | 4    | HR 7395                       | 5,15m (var)  | 559 ± 13       | B8pSi(FeII)                         |
| 400 | 35   | HR 7770                       | 5,162m       | 2.800 ± 350    | F6 Ib + B6,5                        |
| 400 |      | HR 7468                       | 5,169m       | 134,6 ± 0,5    | G8,5 IIIbFe0,5                      |
| 400 | 25   | HR 7647                       | 5,19m (var)  | 1.350 ± 95     | B3 IVe                              |
| 400 | 61   | 61 Cygni (Bessel-Stern)       | 5,21m (var)  | 11,406 ± 0,004 | K5 V + K7 V                         |
| g   | 71   | HR 8228                       | 5,217m       | 211,7 ± 1,5    | K0 III                              |
| 400 |      | HR 7759                       | 5,24m        | 506 ± 30       | K3 IIIaFe1                          |
| 400 | 70   | HR 8215                       | 5,293m       | 1.309 ± 69     | B3 V                                |
| 400 |      | HR 8216                       | 5,31m        | 391 ± 5        | A4 VpSiCrHg                         |
| 400 |      | HR 7444                       | 5,34m        | 565 ± 11       | A2 V                                |
| b1  | 27   | HR 7689                       | 5,36m (var)  | 78,1 ± 0,2     | G8,5 Va                             |
| 400 |      | W Cygni                       | 5,38m (var)  | 660 ± 50       | M4–6 IIIe                           |
| 400 | 14   |                               | 5,40m        | 636 ± 22       | B9 III                              |
| 400 | 51   |                               | 5,401m       | 1.375 ± 83     | B2 V                                |
| 400 | 9    | HR 7441                       | 5,407m       | 594 ± 10       | G8 III + A2 III:                    |
| 400 | 60   | HR 8053                       | 5,432m (var) | 1.600 ± 100    | B1 Ve                               |
| ω2  | 46   | HR 7851                       | 5,44m        | 462,0 ± 7,6    | M2 III                              |
| 400 |      | HR 7628                       | 5,46m        | 1.142 ± 41     | B5 V                                |
| 400 |      | HR 8003                       | 5,46m        | 1.000          | K0 II                               |
| 400 |      | HR 8005                       | 5,47m        | 600            | K5 III                              |
| 400 |      | HR 7640                       | 5,50m        | 470            | B9 Vn                               |
| 400 | 49   |                               | 5,51m        | 800            | G8 IIb                              |
| 400 |      | HR 8306                       | 5,51m        | 600            | M2 IIIbCa1                          |
| 400 |      | HR 7427                       | 5,54m        | 460            | K1 III                              |
| 400 |      | HR 8035                       | 5,55m        | 260            | K0 III:Fe0,5                        |
| 400 |      | HR 7969                       | 5,56m        | 600            | K5 III                              |
| 400 |      | HR 7798                       | 5,57m        | 410            | K0 IIIv                             |
| 400 | 36   |                               | 5,58m        | 200            | A2 V                                |
| 400 |      | V1942                         | 5,60m (var)  | 500            | A0 IV                               |
| 400 |      | HR 8040                       | 5,60m        | 1.100          | B7 Vn + B7 V                        |
| 400 |      | HR 8208                       | 5,60m        | 109            | F0 V                                |
| 400 | 40   |                               | 5,62m        | 270            | A3 V                                |
| 400 |      | HR 7589                       | 5,63m        | 4881 ± 532     | O9,5 Iab                            |
| 400 |      | HR 8020                       | 5,64m (var)  | 10.200 ± 2.200 | B8 Iae                              |
| 400 |      | HR 7678                       | 5,65m (var)  | 9.600 ± 2.600  | B1,5 Ia+                            |
| 400 |      | HR 7926                       | 5,667m       | 1.369 ± 53     | B8 II–III                           |
| 400 |      | HR 8185                       | 5,671m       | 310,9 ± 2,7    | K0 III                              |
| 400 |      | HR 7904                       | 5,673m       | 364,3 ± 3,5    | K2 III                              |
| 400 |      | HR 7567                       | 5,680m (var) | 3.460 ± 340    | B1,1 III + B2,5–3 V:                |
| 400 |      | HR 8094                       | 5,69m (var)  | 399 ± 5        | B9 V                                |
| 400 | 79   |                               | 5,695m       | 277,7 ± 2,4    | A0 V                                |
| 400 |      | HR 7743                       | 5,698m       | 300,5 ± 1,6    | G8 III                              |
| 400 |      | HR 7451                       | 5,70m        | 82,67 ± 0,12   | F7 V                                |
| 400 |      | Gliese 777                    | 5,71m        | 52             | G7 IV–V + M4,5 V                    |
| 400 | 43   | HR 7828                       | 5,715m (var) | 127,6 ± 0,3    | F0 V:                               |
| 400 | 77   | HR 8300                       | 5,726m       | 330(?)         | A0 V + A0 V + F2 V                  |
| 400 |      | HR 8161                       | 5,74m        | 550 ± 12       | B6 V                                |
| 400 |      | HR 8220                       | 5,74m        | 145,7 ± 0,4    | F0 V + M3,5                         |
| 400 |      | HR 8106                       | 5,747m       | 509 ± 14       | B9 III                              |
| ι1  | 7    | HR 7408                       | 5,75m        | 386,8 ± 4,0    | A1 V                                |
| 400 |      | HR 7781                       | 5,76m        | 300            | A2 IV + F3 V                        |
| 400 |      | HR 8246                       | 5,76m        | 490            | A0 V                                |
| 400 |      | V2015                         | 5,78m (var)  | 430            | B8pSi                               |
| 400 |      | HR 7606                       | 5,78m        | 1.200          | G1 Ib–IICH2Fe1                      |
| 400 |      | HR 8403                       | 5,78m        | 1.000          | B5 III                              |
| 400 |      | DT                            | 5,82m (var)  | 2.000          | F7 II                               |
| 400 |      | HR 7543                       | 5,82m        | 470            | B8 Vn                               |
| 400 |      | HR 8025                       | 5,82m        | 170            | F0 III                              |
| 400 |      | HR 7767                       | 5,84m        | 2.400          | O8,5 III + B2,5 V + O9 Vnn + B1,5 V |
| 400 |      | HR 7514                       | 5,84m        | 600            | M0 III                              |
| 400 |      | V460 (DS Pegasi)              | 5,84m (var)  | 2.000          | C6,3                                |
| 400 |      | HR 7697                       | 5,85m        | 119            | F5 V                                |
| 400 |      | HR 7756                       | 5,86m        | 112            | F5 V:                               |
| 400 |      | V1143                         | 5,88m (var)  | 133            | F5 V + F5 V                         |
| 400 |      | V1334                         | 5,88m (var)  | 2.300          | F1 II + B7,0 V                      |
| 400 |      | V1762                         | 5,89m (var)  | 230            | K1 IV                               |
| 400 |      | V2119                         | 5,90m (var)  | 1400           | B2 Vne                              |
| 400 | 42   |                               | 5,90m        | 3800           | A2 Iab–Ib                           |
| 400 |      | HR 7591                       | 5,90m        | 1.700          | B2 III                              |
| 400 |      | HR 7843                       | 5,91m        | 900            | B8,5 V                              |
| 400 |      | HR 8026                       | 5,91m        | 800            | G8 II–III                           |
| 400 |      | HR 8078                       | 5,92m        | 370            | K0 III                              |
| 400 |      | HR 7646                       | 5,93m        | 450            | A5 III                              |
| 400 |      | HR 7502                       | 5,93m        | 2.000          | A5 III                              |
| 400 |      | HR 7800                       | 5,93m        | 800            | K7 III                              |
| 400 | 69   | V2157                         | 5,94m (var)  | 8.000          | B0 Ib                               |
| c   | 16 A | HR 7503                       | 5,95m        | 68,988 ± 0,048 | G1,5 Vb + G3 + M V                  |
| 400 |      | HR 8023                       | 5,96m        | 4.000          | O6,5 V((f)) + B1–2 V                |
| 400 |      | V1743                         | 5,96m (var)  | 1.300          | M 4,5 III                           |
| 400 |      | HR 7919                       | 5,97m        | 450            | K2 III                              |
| 400 |      | HR 8218                       | 5,99m        | 450            | B7 III                              |
| 400 |      | HR 8051                       | 6,00m        | 600            | G5 III                              |
| 400 |      | HR 7322                       | 6,00m        | 138            | F6I V: + M2,5 V                     |

Deneb (Alpha Cygni) ist mit einer scheinbaren Helligkeit von 1,25m der hellste Stern im Schwan. Seine Entfernung ist nicht genau bekannt. Zwei unabhängige Entfernungsbestimmungen (beide aus dem Jahr 2008) ergaben Werte von 2.600 ± 200 sowie 1.550 ± 300 Lichtjahren. Es handelt sich um einen sehr leuchtkräftigen, bläulich-weiß leuchtenden Überriesen vom Spektraltyp A2 mit der 20-fachen Sonnenmasse, dem 200-fachen Sonnendurchmesser sowie der 200.000-fachen Sonnenleuchtkraft. Seine Oberflächentemperatur beträgt 8.500 K. Der Name Deneb ist eine Verkürzung des arabischen Namens ḏanab al-daǧāǧa („Schwanz der Henne“).
Epsilon Cygni (Gienah, aus arab. ǧanāḥ „Schwinge“) ist mit 73 Lichtjahren Entfernung wesentlich näher. Es ist ein gelblich leuchtender Riesenstern der Spektralklasse K0.
Dem Stern 61 Cygni kommt eine gewisse Bedeutung in der Geschichte der Astronomie zu, da dies der erste Stern war, bei dem eine Entfernungsmessung gelang. Sie wurde von Friedrich Wilhelm Bessel im Jahr 1838 zu 10,3 und ein Jahr später zu 9,3 Lichtjahren bestimmt (der moderne Wert beträgt 11,4 Lichtjahre).
Der Himmelsausschnitt, der für das Weltraumteleskop Kepler als Zielgebiet zur Suche nach extrasolaren Planeten ausgewählt wurde, liegt hauptsächlich im Sternbild Schwan (die zwei weiteren Sternbilder sind Leier und Drache). Folglich befinden sich viele der bisher entdeckten Exoplaneten in diesem Sternbild. Besonders interessant sind die Sterne Kepler-11, bei dem gleich sechs Planeten nachgewiesen wurden, und Kepler-22, dessen Planet in der habitablen Zone liegt und ein Ozeanplanet sein könnte.
Weitere für die Forschung interessante Sterne bzw. Sternsysteme im Schwan sind unter anderem die Röntgendoppelsterne Cygnus X-1 und Cygnus X-3, der Hyperriese und LBV-Stern P Cygni, der blaue Hyperriese Cyg OB2#12, der rote Hyperriese NML Cygni und der anomale veränderliche Stern KIC 8462852.

### Doppelsterne
| System | Größen                      | Abstand              |
| ------ | --------------------------- | -------------------- |
| β      | 3,2m / 5,8m / 5,1m          | 0,4″ / 34,6″         |
| δ      | 2,9m / 6,3m                 | 2,7″                 |
| ε      | 2,5m / 12,0m / 14,7m        | 74,8″ / 93,4″        |
| λ      | 4,7m / 6,3m                 | 1,1″                 |
| μ      | 4,7m / 6,2m                 | 1,5″                 |
| ο1     | 3,8m / 7,0m / 4,8m          | 108,6″ / 336,7″      |
| τ      | 3,8m / 6,6m / 12,2m / 13,8m | 89,5″ / 1,0″ / 0,4″  |
| υ      | 4,4m / 10,8m / 10,0m        | 15,2″ / 22,1″        |
| ψ      | 5,0m / 7,5m                 | 2,8″                 |
| ω2     | 5,4m / 6,6m                 | 257″                 |
| b3     | 5,0m / 6,6m                 | 215,3″               |
| e      | 5,2m / 8,0m                 | 41,6″                |
| 16     | 6,0m / 13,0m / 6,2m         | 3,2″ / 40,0″         |
| 17     | 5,0m / 9,3m / 8,5m / 8,6m   | 792″ / 25,9″ / 3,0″  |
| 44     | 6,2m / 9,0m                 | 2,5″                 |
| 48     | 6,4m / 6,5m                 | 182,7″               |
| 49     | 5,8m / 8,1m                 | 2,7″                 |
| 52     | 4,3m / 9,5m                 | 6,6″                 |
| 61     | 5,2m / 6,0m                 | 31,4″                |
| 77     | 6,3m / 6,7m / 8,1m / 8,6m   | 159,1″ / 0,2″ / 0,4″ |
| 79     | 5,7m / 11,1m / 7,0m         | 1,8″ / 149,5″        |

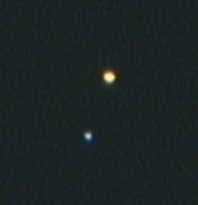
Albireo

Albireo (Beta Cygni) ist wegen des deutlichen, orange-blauen Farbkontrastes der Einzelsterne ein beliebtes Beobachtungsobjekt und gilt aufgrund dessen als einer der schönsten Doppelsterne des Sommerhimmels. Der Winkelabstand zwischen dem Hauptstern β1 Cygni (3,1m, Spektraltyp K2) und dem Begleitstern β2 Cygni (5,1m, Spektraltyp B8) beträgt 34,6″. Zur Trennung genügt ein Fernrohr mit 5 cm Öffnung. Bei genauer Betrachtung ist Albireo aber ein Dreifachstern, denn β1 Cygni ist selbst wiederum ein enger, untergeordneter Doppelstern. Dessen Einzelsterne liegen nur 0,4″ auseinander; sie sind 3,2m und 5,8m hell (zusammengerechnet die vorhin genannten 3,1m) und umkreisen einander in 210 Jahren. Zwischen β1 und β2 Cygni hingegen schätzt man die Umlaufzeit auf mindestens 100.000 Jahre. Manche Autoren gehen hier überhaupt von einem optischen Doppelstern aus. Der heute gebräuchliche Name Albireo geht auf einen Übertragungsfehler zurück. Der ursprüngliche arabische Name lautete al-minqar al-daǧāǧa („der Schnabel der Henne“).
Weitere „Farbkontrast-Doppelsterne“ mit oranger und bläulicher Komponente sind ο1 Cygni, Omega2 Cygni und b3 (= 29) Cygni mit Abständen von jeweils 337″, 257″ und 215″. Alle drei sind jedoch eindeutig nur optische Doppelsterne.
Delta Cygni ist ein 165 Lichtjahre entferntes Doppelsternsystem mit einer Umlaufperiode von 920 Jahren. Die Winkeldistanz beträgt 2,7″. Um Delta Cygni in zwei Einzelsterne zu trennen, benötigt man ein Fernrohr mit 10 cm Öffnung, wobei die Trennung aufgrund des großen Helligkeitsunterschiedes der Komponenten nicht ganz einfach ist.
Tau Cygni ist ein physisches Vierfachsystem (wahrscheinlich sogar Fünffachsystem) in 66 Lichtjahren Entfernung. Es besteht aus zwei Doppelsternpaaren mit 89,5″ Abstand, die wiederum ein System höherer Ordnung bilden. Die Komponenten des helleren Systems, ein Unterriese vom Spektraltyp F2 mit 3,8m und ein Hauptreihenstern vom Spektraltyp G0 mit 6,6m, liegen 1,0″ auseinander und umkreisen einander in 49,6 Jahren; die Komponenten des lichtschwächeren Systems, zwei rote Zwerge, sind 12,2m und 13,8m hell und weisen einen Abstand von 0,4″ auf. Von diesem Vierfachsystem liegt weit entfernt (ca. 530″) ein nur 16m heller Stern, dessen Eigenbewegung eine Zugehörigkeit zum τ-Cygni-System sehr wahrscheinlich macht.
Ebenso ein Vierfachsystem, das sich aus zwei Doppelsternpaaren zusammensetzt, ist 17 Cygni, wobei die Hauptsysteme mit 792″ sehr weit auseinanderliegen. Abstand und Umlaufzeit betragen beim helleren System (5,0m und 9,3m) 25,9″ und 9.000 Jahre und beim lichtschwächeren System (8,5m und 8,6m) 3,0″ und 230 Jahre. Die Umlaufperiode beider Systeme zueinander ist mit schätzungsweise 1,1 Millionen Jahren extrem lang. Das 17-Cygni-System liegt 69 Lichtjahre entfernt.
Das 11,4 Lichtjahre entfernte System 61 Cygni besteht aus zwei orange leuchtenden Hauptreihensternen, welche sich einmal in 680 Jahren umkreisen. Mit 31,4″ Distanz kann es schon mit einem Fernrohr mit 5 cm Öffnung getrennt werden.
Spektroskopische Doppelsterne im Schwan sind (in Klammer die Umlaufperiode): Epsilon Cygni (55 Jahre), Zeta Cygni (17,8 Jahre, der Begleiter ist ein weißer Zwerg), Lambda Cygni (11,7 Jahre), Xi Cygni (18,5 Jahre), Omikron1 Cygni (10,37 Jahre), Omikron2 Cygni (3,14 Jahre), Azelfafage (26,33 Tage), Pi2 Cygni (72,02 Tage), Phi Cygni (434,17 Tage), 4 Cygni (35,02 Tage), 9 Cygni (4,56 Jahre), 22 Cygni (78,2 Tage), 35 Cygni (6,68 Jahre), 39 Cygni (mit 86 Jahren eine der längsten Perioden unter den spektroskopischen Doppelsternen), 57 Cygni (2,85 Tage) und 60 Cygni (147 Tage).

### Veränderliche Sterne
| Stern       | Größe             | Periode    | Typ                                   |
| ----------- | ----------------- | ---------- | ------------------------------------- |
| α           | 1,21m bis 1,29m   |            | α-Cygni-Stern                         |
| λ           | 4,47m bis 4,54m   |            | Be-Stern                              |
| ο1          | 3,7m bis 3,9m     | 3.784 Tage | ζ-Aurigae-Stern                       |
| ο2          | 3,9m bis 4,1m     | 1.147 Tage | ζ-Aurigae-Stern                       |
| τ           | 3,65m bis 3,75m   |            | δ-Scuti-Stern                         |
| υ           | 4,3m bis 4,5m     |            | γ-Cassiopeiae-Stern                   |
| χ           | 3,3m bis 14,2m    | 409 Tage   | Mirastern                             |
| A           | 4,98m bis 5,09m   |            | ellipsoid Veränderlicher              |
| P           | 3m bis 6m         |            | leuchtkräftiger blauer Veränderlicher |
| b1          | Amplitude = 0,05m |            | RS-Canum-Venaticorum-Stern            |
| b2          | 4,9m bis 5,0m     | 0,7 Tage   | SX-Arietis-Stern                      |
| b3          | 4,94m bis 4,97m   | 0,031 Tage | δ-Scuti-Stern                         |
| 4           | Amplitude = 0,02m |            | α2-Canum-Venaticorum-Stern            |
| 19          | 5,1m bis 5,4m     |            | langsam unregelmäßig Veränderlicher   |
| 47          | 4,7m bis 4,8m     |            | langsam unregelmäßig Veränderlicher   |
| 55          | 4,8m bis 4,9m     |            | α-Cygni-Stern                         |
| 60          | 5,3m bis 5,5m     |            | Bedeckungsveränderlicher und Be-Stern |
| 61          | 4,8m bis 4,9m     |            | BY-Draconis-Stern / Flarestern        |
| DT          | 5,6m bis 6,0m     | 2,50 Tage  | klassische Cepheiden                  |
| KIC 8462852 | 11,88m (max.)     |            | aperiodische Helligkeitseinbrüche     |

Deneb (α Cygni) ist der Namensgeber der α-Cygni-Sterne, einer Untergruppe der pulsationsveränderlichen Sterne. Die scheinbare Helligkeit von Deneb schwankt zwischen 1,21m und 1,29m und weist keine klare Periodizität auf.
Der 600 Lichtjahre entfernte Stern χ Cygni ist ein veränderlicher Stern vom Typ Mira. Sterne dieses Typs zeigen starke Helligkeitsschwankungen, wobei sie hier selbst für einen Mirastern außergewöhnlich groß ausfallen. Im Maximum weist χ Cygni eine Helligkeit von 3,2m auf und ist mit bloßem Auge deutlich sichtbar. Im Minimum sinkt sie auf 14,2m ab; um ihn dann zu beobachten, benötigt man ein größeres Teleskop. Die Helligkeitsschwankungen vollziehen sich mit einer Periode von 409 Tagen. χ Cygni leuchtet gelb-orange und gehört der Spektralklasse S an.
Der Hyperriese P Cygni (34 Cygni) gehört zur seltenen Gruppe der leuchtkräftigen blauen veränderlichen Sterne (auch S-Doradus-Sterne genannt). Der extrem massereiche und leuchtkräftige Stern (ca. 30 Sonnenmassen und 600.000-fache Leuchtkraft der Sonne) ändert seine Helligkeit ohne erkennbare Regelmäßigkeit zwischen 3m und 6m. Seine Entfernung beträgt 5.000 bis 6.000 Lichtjahre.
Beim Doppelstern 61 Cygni sind beide Komponenten veränderlich. Der Hauptstern ist ein BY-Draconis-Stern mit 5,19m im Maximum und 5,27m im Minimum; beim Begleiter, einem Flarestern, schwankt die Helligkeit zwischen 6,02m und 6,09m.
Besonderes Interesse gilt dem 1.400 Lichtjahre entfernt liegenden Stern KIC 8462852 – an und für sich ein gewöhnlicher Hauptreihenstern vom Spektraltyp F3, dessen unregelmäßige Helligkeitseinbrüche jedoch Astronomen vor Rätsel stellen. Der Stern erhielt auch mediale Aufmerksamkeit, als über einen Dyson-Schwarm einer außerirdischen Zivilisation als Ursache spekuliert wurde. Als plausibelster Grund für die Helligkeitsschwankungen gilt ein ungleichmäßiger Staubring, der den Stern umgibt und das Licht blockiert, aber auch dieser Erklärungsansatz lässt Fragen offen.

### Messier- und NGC-Objekte
| Messier (M) | NGC           | sonstige        | Größe | Typ                                   | Name                  |  |
| ----------- | ------------- | --------------- | ----- | ------------------------------------- | --------------------- |  |
| 29          | 6913          |                 | 6,6m  | offener Sternhaufen                   |                       |  |
| 39          | 7092          |                 | 4,6m  | offener Sternhaufen                   |                       |  |
|             | 6811          |                 | 6,8m  | offener Sternhaufen                   |                       |  |
|             | 6819          |                 | 7,3m  | offener Sternhaufen                   |                       |  |
|             | 6826          |                 | 8,8m  | planetarischer Nebel                  |                       |  |
|             | 6833          |                 | 12,1m | planetarischer Nebel                  |                       |  |
|             | 6834          |                 | 7,8m  | offener Sternhaufen                   |                       |  |
|             | 6856          |                 |       | offener Sternhaufen                   |                       |  |
|             | 6857          |                 | 11m   | Emissionsnebel                        |                       |  |
|             | 6866          |                 | 7,6m  | offener Sternhaufen                   |                       |  |
|             | 6871          |                 | 5,2m  | offener Sternhaufen                   |                       |  |
|             | 6883          |                 | 8,0m  | offener Sternhaufen                   |                       |  |
|             | 6884 (= 6766) |                 | 10,9m | planetarischer Nebel                  |                       |  |
|             | 6888          |                 | 7,4m  | Wolf-Rayet-Ringnebel (Emissionsnebel) | Sichelnebel           |  |
|             | 6894          |                 | 12,3m | planetarischer Nebel                  |                       |  |
|             | 6910          |                 | 7,4m  | offener Sternhaufen                   |                       |  |
|             | 6914          |                 |       | Reflexionsnebel                       |                       |  |
|             | 6960          |                 | 7m    | Supernovaüberrest                     | Cirrusnebel           |  |
|             | 6974          |                 | 7m    | Supernovaüberrest                     | Cirrusnebel           |  |
|             | 6979          |                 | 7m    | Supernovaüberrest                     | Cirrusnebel           |  |
|             | 6992          |                 | 7m    | Supernovaüberrest                     | Cirrusnebel           |  |
|             | 6995          |                 | 7m    | Supernovaüberrest                     | Cirrusnebel           |  |
|             |               | IC 1340         | 7m    | Supernovaüberrest                     | Cirrusnebel           |  |
|             | 6991          |                 | 8,0m  | offener Sternhaufen                   |                       |  |
|             | 6997          |                 | 10,0m | offener Sternhaufen                   |                       |  |
|             | 7000          |                 | 5m    | Emissionsnebel                        | Nordamerikanebel      |  |
|             | 7008          |                 | 10,7m | planetarischer Nebel                  |                       |  |
|             | 7013          |                 | 11,3m | linsenförmige Galaxie                 |                       |  |
|             | 7026          |                 | 10,9m | planetarischer Nebel                  |                       |  |
|             | 7027          |                 | 8,5m  | planetarischer Nebel                  |                       |  |
|             | 7031          |                 | 9,1m  | offener Sternhaufen                   |                       |  |
|             | 7039          |                 | 7,6m  | offener Sternhaufen                   |                       |  |
|             | 7044          |                 | 12,0m | offener Sternhaufen                   |                       |  |
|             | 7048          |                 | 12,1m | planetarischer Nebel                  |                       |  |
|             | 7058          |                 |       | Bewegungshaufen                       |                       |  |
|             | 7062          |                 | 8,3m  | offener Sternhaufen                   |                       |  |
|             | 7063          |                 | 7,0m  | offener Sternhaufen                   |                       |  |
|             | 7067          |                 | 9,7m  | offener Sternhaufen                   |                       |  |
|             | 7082          |                 | 7,2m  | offener Sternhaufen                   |                       |  |
|             | 7086          |                 | 8,4m  | offener Sternhaufen                   |                       |  |
|             | 7127          |                 |       | offener Sternhaufen                   |                       |  |
|             | 7128          |                 | 9,7m  | offener Sternhaufen                   |                       |  |
|             |               | IC 1310         |       | offener Sternhaufen                   |                       |  |
|             |               | IC 1318         |       | Emissionsnebel                        | γ-Cygni-Nebel         |  |
|             |               | IC 1369         | 8,8m  | offener Sternhaufen                   |                       |  |
|             |               | IC 4996         | 7,3m  | offener Sternhaufen                   |                       |  |
|             |               | IC 5067         | 8m    | Emissionsnebel                        | Pelikannebel          |  |
|             |               | IC 5070         | 8m    | Emissionsnebel                        | Pelikannebel          |  |
|             |               | IC 5068         |       | Emissionsnebel                        |                       |  |
|             |               | IC 5076         |       | Reflexionsnebel                       |                       |  |
|             |               | IC 5117         | 11,5m | planetarischer Nebel                  |                       |  |
|             |               | IC 5146         | 7,2m  | Reflexions- und Emissionsnebel        | Kokonnebel            |  |
|             |               | Sh2-101         |       | Emissionsnebel                        | Tulpennebel           |  |
|             |               | Sh2-106         |       | Emissionsnebel                        |                       |  |
|             |               | PN G75.5+1.7    |       | planetarischer Nebel                  | Seifenblasennebel     |  |
|             |               | Kohoutek 4-55   | 16,5m | planetarischer Nebel                  |                       |  |
|             |               | M 1-92          | 11,7m | protoplanetarischer Nebel             | Minkowskis Fußabdruck |  |
|             |               | CRL 2688        | 13,5m | protoplanetarischer Nebel             | Eiernebel             |  |
|             |               | IRAS 19475+3119 |       | protoplanetarischer Nebel             |                       |  |
|             |               | IRAS 20068+4051 |       | protoplanetarischer Nebel             |                       |  |
|             |               | Barnard 168     |       | Dunkelwolke                           | Dunkelzigarre         |  |
|             |               | Le Gentil 3     |       | Dunkelwolke                           |                       |  |
|             |               | LND 906         |       | Dunkelwolke                           | Nördlicher Kohlensack |  |
|             |               | PGC 63932       | 15,1m | Radiogalaxie                          | Cygnus A              |  |

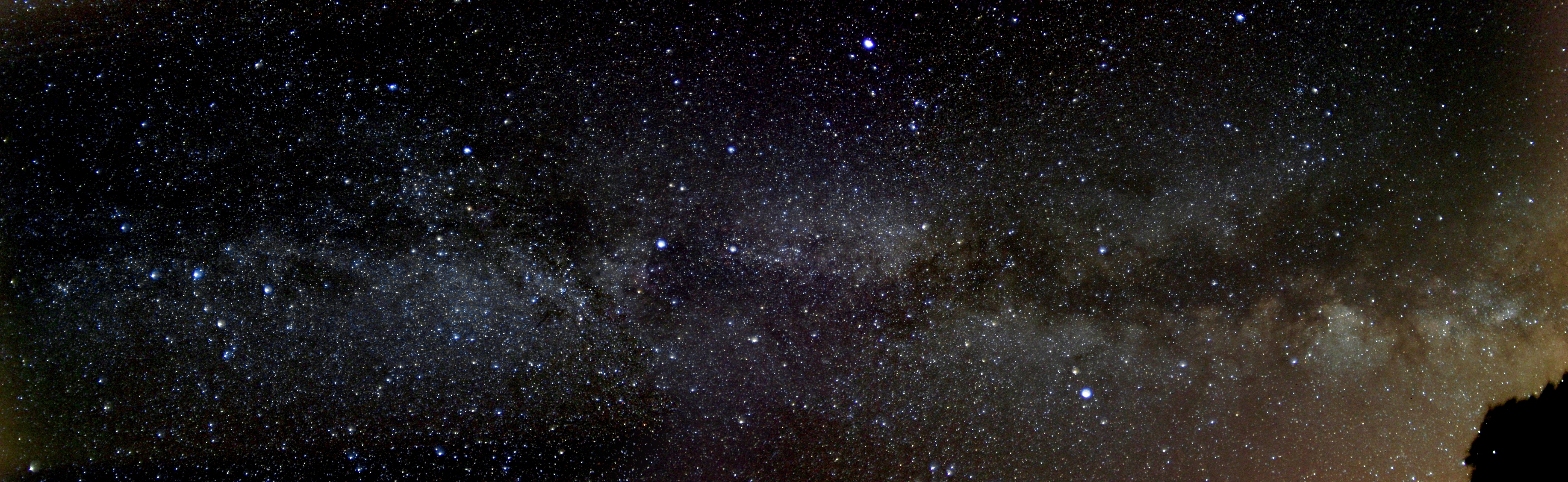
Sternbild Schwan vor dem Band der Milchstraße.

Durch den Schwan zieht sich die Milchstraße. Parallel dazu verläuft südlich versetzt der „Great Rift“ (wörtlich „großer Riss“), ein Band aus Staub- bzw. Dunkelwolken. Im Schwan erscheint die Milchstraße besonders hell und sternenreich. Dies begründet sich durch die Lage des Sonnensystems in der Milchstraße. Es befindet sich an der Innenseite des Orionarms, einem Spiralarm der Milchstraße. In Blickrichtung Schwan verläuft unsere Sichtlinie in etwa der Längsrichtung dieses Arms; wir schauen also in ihn „hinein“. Dadurch ist diese Himmelsgegend reichhaltig an Objekten, die sowohl für die Forschung als auch für die Amateurastronomie interessant sind.
Der 3.500 Lichtjahre entfernte offene Sternhaufen M 29 steht südlich des hellen Sterns γ Cygni und kann leicht gefunden werden. Im Fernglas und im kleinen Teleskop wird eine Gruppe von 20 bis 30 Einzelsternen sichtbar.
Der offene Sternhaufen M 39 ist etwa 1.100 Lichtjahre entfernt. Im Fernglas und im kleinen Teleskop wird eine lockere Ansammlung von 10 bis 15 Sternen sichtbar.
Der 3.600 Lichtjahre entfernte planetarische Nebel NGC 6826 wurde 1773 von Wilhelm Herschel entdeckt. Im Teleskop sieht man ein rundes nebliges Fleckchen. Der Zentralstern, ein weißer Zwerg, ist mit 10,6m einer der scheinbar hellsten Zentralsterne eines planetarischen Nebels am Nachthimmel.
NGC 6914 ist eine Gruppe von drei Reflexionsnebeln mit einer Nord-Süd-Ausdehnung von etwa 15 Bogenminuten. Der südliche Nebel wird als NGC 6914a (auch vdB 131), der mittlere Nebel als NGC 6914b (auch vdB 132) und der nördliche Nebel als NGC 6914c bezeichnet. Auf fotografischen Aufnahmen zeigen sich die blauen Reflexionsnebel inmitten von rot leuchtenden, umliegenden H-II-Regionen.
Der Cygnusbogen bzw. Cirrusnebel ist der Überrest einer Supernovaexplosion, die sich vor schätzungsweise 8.000 Jahren ereignet hat. Als Cygnusbogen wird der gesamte Supernovaüberrest bezeichnet, während mit Cirrusnebel nur der visuell sichtbare Teil gemeint ist. Dieser gliedert sich in mehrere Teile. NGC 6960, auch Sturmvogelnebel genannt, bezeichnet das etwa 1° lange Nebelfilament im Westteil des Nebels, das knapp am Stern 52 Cygni vorbeiläuft. NGC 6974 und NGC 6979 sind zwei helle Knoten im Nordteil. Im Ostteil liegt die „Knochenhand“, ein 1° langes, bogenförmiges Filament, bestehend aus NGC 6992 (nördlicher Teil), NGC 6995 und IC 1340 (beide südlicher Teil). Bei sehr dunklem Himmel kann der ausgedehnte Cirrusnebel bereits mit einem Fernglas ausgemacht werden. Mit einem Teleskop werden interessante Strukturen und Filamente sichtbar. Am besten verwendet man zur Beobachtung einen Interferenzfilter, wie einen UHC- oder O-III-Filter.
Östlich von Deneb liegen der Nordamerikanebel (NGC 7000), der Pelikannebel (IC 5067 und IC 5070) und die Dunkelwolke LND 935. Alle drei Objekte gehören auch physikalisch zusammen und sind Teil der Molekülwolke W 80, wobei LND 935 den Nordamerikanebel vom Pelikannebel visuell abgrenzt. Der Nordamerikanebel erhielt den Namen von seiner Form, die an eine Landkarte des nordamerikanischen Kontinents erinnert. Trotz seiner scheinbaren Helligkeit von 5m ist er aufgrund der geringen Flächenhelligkeit nicht leicht zu beobachten. Bei der Beobachtung mit Amateurinstrumenten ist vor allem ein dunkler Himmel ohne Lichtverschmutzung ausschlaggebend, wobei ein UHC- oder O-III-Filter die Sichtbarkeit deutlich erleichtert. Auch von der Sichtung im Fernglas unter exzellenten Himmelsbedingungen wird berichtet. Der Teil „Mexiko“ ist dabei etwas heller als der restliche Nebel und einfacher zu sehen. Im Bereich des Nordamerikanebels befindet sich der offene Sternhaufen NGC 6997 (oft fälschlich mit NGC 6996 gleichgesetzt). Dieser enthält 40 bis 50 Sterne und liegt rund 2.500 Lichtjahren entfernt. Ob er auch räumlich zum Nebel gehört, ist fraglich, zumal dessen Entfernung nur ungenau bekannt ist. Der „Mexiko-Teil“ und LND 935 stellen mit 2.000 Lichtjahren Entfernung den sonnennächsten Teil von W 80 dar, wobei dieser Wert einigermaßen gesichert ist. Im Gegensatz dazu ist die Distanz des „USA-Teils“, in dem NGC 6997 verortet ist, nur grob bekannt und weitaus größer – Entfernungsschätzungen liegen zwischen 3.500 und 6.000 Lichtjahre. Somit scheint NGC 6997 ein Vordergrundobjekt ohne Bezug zum Nebel zu sein.
NGC 7027 ist ein etwa 3.000 Lichtjahre entfernter planetarischer Nebel, der 1879 entdeckt wurde. Mit einem Alter von nur 600 Jahren ist es ein sehr junger planetarischer Nebel. Im Fernglas hat er die Form eines Sterns. Bei höherer Vergrößerung im Teleskop wird ein länglicher Nebel sichtbar, der eine dunkle Einkerbung aufweist.
Im Sternbild Schwan befinden sich zwei größere Dunkelwolkenregionen, nämlich LND 906 („Nördlicher Kohlensack“) südlich von Deneb und Le Gentil 3 auf halber Strecke zwischen der Verbindungslinie Deneb – Elefantenrüsselnebel. Beide Regionen besitzen einen Durchmesser von 5° bis 6° und sind bei nicht lichtverschmutztem Himmel mit freiem Auge als „Löcher“ im hellen Milchstraßenband erkennbar.
Der Schwan beherbergt insgesamt neun OB-Assoziationen. Diese Sternassoziationen nehmen in der Regel einen Himmelsausschnitt von mehreren Winkelgrad ein, was einer wahren Größe von oft vielen hunderten Lichtjahren entspricht. Die Mitgliedssterne sind aus derselben Riesenmolekülwolke entstanden und untereinander gravitativ nicht gebunden. Hiervon ist die 4.500 Lichtjahren entfernte Assoziation Cygnus OB2 mit 30.000 Sonnenmassen die massereichste OB-Assoziation im Schwan und gleichzeitig eine der massereichsten der ganzen Milchstraße. Sie umfasst 60 bis 120 O-Sterne, etwa 2.600 B-Sterne sowie mehrere tausende leichtere Sterne. Viele davon kommen in engen Doppelsternsystemen vor. Auch Cyg OB2#12 und NML Cygni, zwei der zurzeit größten und massereichsten bekannten Sterne, sind ebenso Teil der Assoziation.
Im Bereich des Schwan-Kreuzes liegt die Region Cygnus X (nicht zu verwechseln mit Cygnus X-1), ein zusammengehörender Komplex aus Sternen und Molekülwolken mit einer Winkelausdehnung von ca. 7° mal 7°. Die 4.500 bis 5.500 Lichtjahre entfernte Region ist mit einer Gesamtmasse von rund 4 Millionen Sonnenmassen eine der größten, massereichsten und aktivsten Sternentstehungsregionen der Milchstraße. Die Beobachtung ist nur im Radio- und Infrarotbereich des elektromagnetischen Spektrums möglich, da Cygnus X im sichtbaren Licht hauptsächlich von den vorgelagerten Dunkelwolken des Great Rifts verdeckt wird.